# Penicillium boreae
Penicillium boreae är en svampart som beskrevs av S.W. Peterson & Sigler 2002. Penicillium boreae ingår i släktet Penicillium och familjen Trichocomaceae.   Inga underarter finns listade i Catalogue of Life.